# Vitis romanetii
Vitis romanetii är en vinväxtart som beskrevs av Romanet. Vitis romanetii ingår i släktet vinsläktet, och familjen vinväxter.

## Underarter
Arten delas in i följande underarter:
- V. r. arachnoidea
- V. r. tomentosa